# Боровской (Талицкий муниципальный округ)
Боровской — посёлок в Талицком городском округе Свердловской области, Россия.

## Географическое положение
Посёлок Боровской муниципального образования «Талицкого городского округа» Свердловской области находится на расстоянии 22 километров (по автотрассе в 24 километрах) к югу от города Талица, на левом берегу реки Белая (левый приток реки Беляковка, бассейн реки Пышма). В окрестностях посёлка, в 0,5 километрах к западу проходит автотрасса Талица – Бутка. В 2 километрах к северу от посёлка расположен ботанический природный памятник — болото Медвежий Рям.

## Население
| 2002 | 2010 | 2021 |
| ---- | ---- | ---- |
| 270  | ↘179 | ↘116 |